# Атака подводной лодки К-21 на линкор «Тирпиц»
5 июля 1942 года немецкий линейный корабль «Тирпиц», шедший в составе эскадры под командованием адмирала Отто Шнивинда с целью перехвата конвоя PQ-17, был атакован советской подводной лодкой К-21 под командованием капитана второго ранга Николая Лунина. Подводной лодкой были выпущены четыре торпеды с большой дистанции. Результат атаки Луниным непосредственно не наблюдался, но были отмечены звуки взрывов, интерпретированные им как результаты попадания торпед, что явилось основанием для заявлений советской прессы о повреждении линкора. На немецкой эскадре не отметили каких-либо торпедных попаданий, более того, не была обнаружена сама атака. Немецкие корабли продолжили идти тем же курсом и ходом на протяжении почти 5 часов, после чего повернули назад по причине рискованности операции и бесперспективности её продолжения против конвоя, уже не существовавшего как единое целое.
В Советском Союзе в рассчитанной на массового читателя литературе преобладало мнение об удачности атаки, основанное на сообщении Совинформбюро и публикациях военного времени в прессе. В зарубежной историографии изначально сложилось единое мнение об отсутствии торпедных попаданий в «Тирпиц», поскольку какие-либо документальные подтверждения успеха атаки отсутствуют — она не упоминается в немецких документах и воспоминаниях участников операции с немецкой стороны, после возвращения эскадры линкору «Тирпиц» не потребовался ремонт, проведённое англичанами с участием советского специалиста обследование корпуса потопленного в 1944 году линкора не выявило следов торпедных попаданий и ремонтных работ. Современная реконструкция, выполненная с использованием всей имеющейся информации, демонстрирует, что атака не имела даже теоретических шансов на успех, поскольку пуск торпед был произведён с дистанции, превышающей их максимальную дальность хода. Тем не менее событие занимает важное место в истории Военно-морского флота России как единственная атака советских подводников в отношении тяжёлого (крупнее эсминца) боевого корабля противника.

## Предыстория

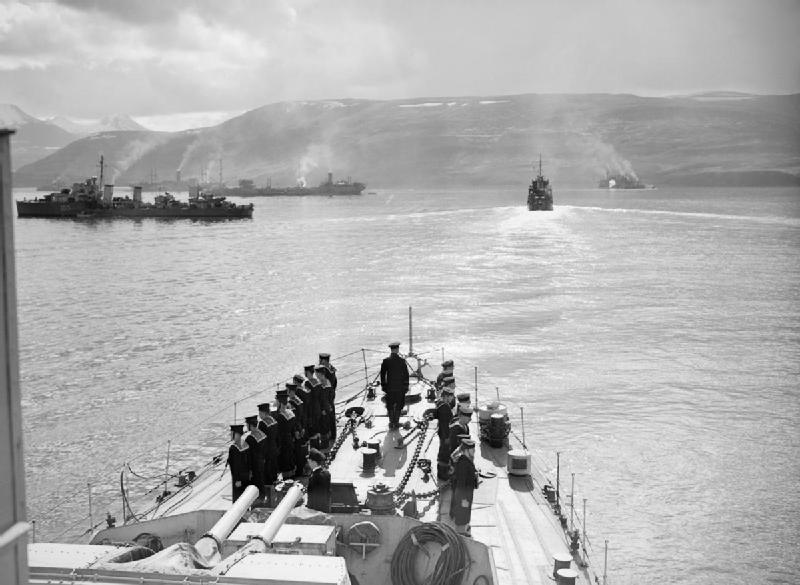
Корабли конвоя PQ-17 незадолго перед отправкой из Исландии

27 июня 1942 года из Исландии в Архангельск начал движение конвой PQ-17 — один из арктических конвоев, доставлявших в СССР вооружение и необходимые для ведения войны ресурсы. 35 транспортов конвоя везли 297 самолётов, 594 танка, более 4000 автомобилей и более 156 тысяч тонн других грузов. Проводка этого конвоя была сопряжена с большим риском — в условиях наступившего полярного дня и хорошей погоды имевшая численное превосходство в районе Баренцева моря немецкая авиация могла действовать круглосуточно, также существенно облегчалось применение подводных лодок и надводных кораблей противника. Тем не менее по политическим мотивам (летом 1942 года обстановка на фронте для Советского Союза была критической и страна остро нуждалась в помощи) британским военным кабинетом во главе с У. Черчиллем было принято решение о проводке конвоя. Его защита обеспечивалась силами непосредственного охранения из 19 боевых кораблей и двух подводных лодок, крейсерским соединением ближнего прикрытия в составе четырёх тяжёлых крейсеров и двух эсминцев, а также отрядом дальнего прикрытия в составе авианосца, двух линкоров, двух крейсеров и 12 эсминцев. Кроме того, на путях возможного прохода немецких надводных кораблей была развёрнута завеса из 13 подводных лодок — восьми британских, четырёх советских и одной французской. В то же время использование этих сил имело существенные ограничения — крейсерское соединение и отряд дальнего прикрытия не могли оперировать восточнее острова Медвежий из-за ограниченного запаса топлива и рисков атак авиации противника.
Одновременно немецкая сторона готовила свой план разгрома конвоя. Помимо использования авиации и подводных лодок, он включал в себя и применение крупных надводных кораблей. Соответствующая операция, получившая название Rösselsprung — «Ход конём», предусматривала использование всех имеющихся в Норвегии тяжёлых немецких кораблей — линкора «Тирпиц», тяжёлых крейсеров «Адмирал Шеер», «Лютцов» и «Адмирал Хиппер», в сопровождении эсминцев.
Конвой был обнаружен немецкой авиационной разведкой 1 июля, и уже вечером 2 июля немецкие корабли начали переход из Тронхейма и бухты Буген на передовую базу в Алта-фьорде. Сосредоточение было завершено 4 июля, при этом тяжёлый крейсер «Лютцов» и три эсминца получили повреждения из-за посадок на камни и выбыли из участия в операции. После проведённой дозаправки начиная со второй половины дня 4 июля немецкая эскадра под командованием адмирала Отто Шнивинда была готова к выходу в море, но в связи с отсутствием информации о местоположении отряда дальнего прикрытия конвоя приказ о начале операции задерживался. Одновременно английская разведка получила информацию об уходе тяжёлых немецких кораблей из базы в Тронхейме, но не имела точной информации об их дальнейшем местонахождении. Учитывая скорость немецких кораблей, они уже поздно вечером 4 июля могли настигнуть конвой, что создавало риск полного уничтожения как самого конвоя, так и сил непосредственного охранения и ближнего прикрытия. Учитывая это, вечером 4 июля Первый морской лорд (начальник штаба ВМС) Великобритании адмирал Д. Паунд отдал приказ о рассредоточении конвоя и отзыве на запад крейсерской группы ближнего прикрытия. С этого момента операция Rösselsprung теряла смысл, поскольку задача уничтожения шедших по отдельности судов конвоя с гораздо большей эффективностью решалась атаками подводных лодок и авиации (что в итоге и произошло). Но немцы не имели полной информации о роспуске конвоя, считая, что он разделился на две группы. Поэтому после обнаружения утром 5 июля немецким разведывательным самолётом отряда дальнего прикрытия конвоя, отходившего на запад и с учётом расстояния, не представлявшего угрозы, немецким командованием было принято решение о начале операции. 5 июля в 11:55 «Тирпиц» поднял якорь и немецкая эскадра начала выход в море.

## Действия немецкой эскадры до атаки

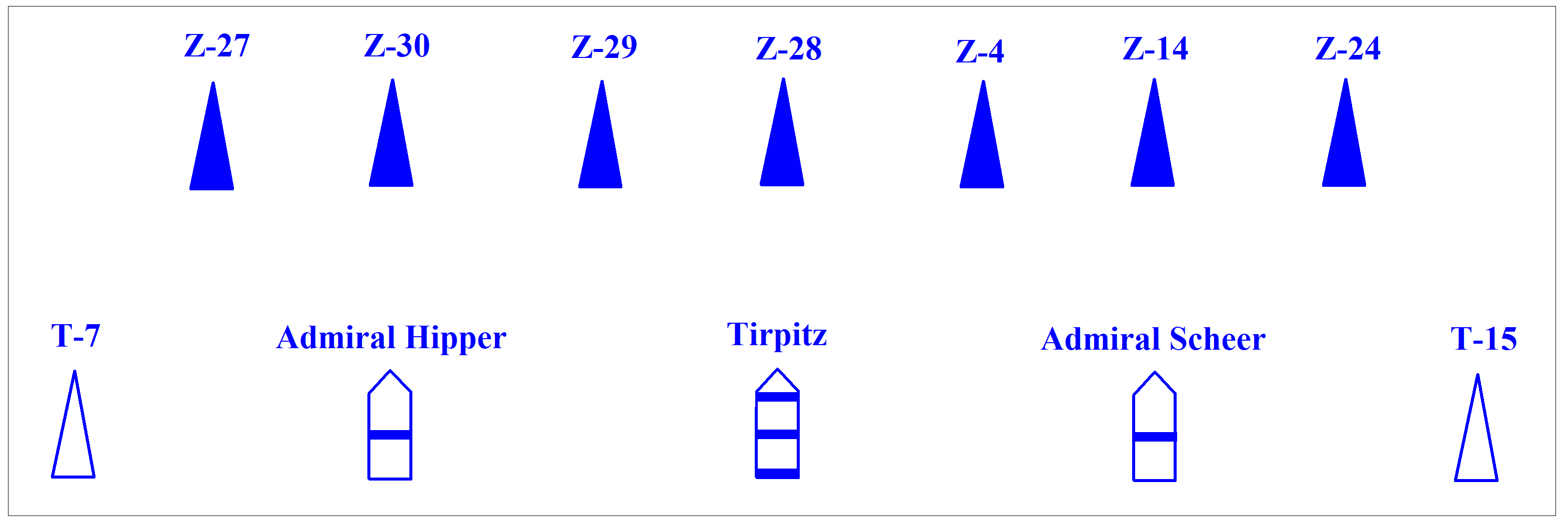
Ордер немецкой эскадры после 16:46 5 июля 1942 года

Вышедшая в море немецкая эскадра состояла из линкора «Тирпиц», тяжёлых крейсеров «Адмирал Шеер» и «Адмирал Хиппер», эсминцев Z-4 Richard Beitzen, Z-14 Friedrich Inn, Z-24, Z-27, Z-28, Z-29, Z-30, миноносцев T-7 и T-15. Для выхода в открытое море Шнивиндом был выбран фарватер западнее острова Рольвсёй, вместо предписанного вышестоящим командованием прохода по восточному шхерному фарватеру с выходом в открытое море в районе Порсангер-фьорда. Шнивинд аргументировал своё решение тем, что считал восточный фарватер более опасным как со стороны подводных лодок противника, так и с точки зрения риска подрыва на минах; но именно выбранный немецким адмиралом маршрут вывел немецкую эскадру в район патрулирования подводной лодки К-21. В 16:06 эскадра вышла в открытое море, увеличила скорость до 24 узлов и перестроилась из кильватерной колонны в защитный ордер противолодочной обороны, представлявший собой строй фронта с идущими перед тяжёлыми кораблями эсминцами (миноносцы располагались на флангах). Такое построение заставляло подводную лодку, атакующую с носовых курсовых углов (а атака быстроходных надводных кораблей находящейся в подводном положении подводной лодкой была возможна только таким образом) опускать перископ и увеличивать глубину погружения, чтобы не быть обнаруженной и атакованной эсминцами; но пропустив над собой эсминцы, подводная лодка уже не имела достаточно времени, чтобы успеть организовать результативную атаку охраняемых тяжёлых кораблей. К аналогичному результату приводила и попытка подводной лодки обойти ордер с фланга — у неё просто не остаётся достаточного времени для сближения с атакуемыми кораблями на дистанцию торпедного выстрела, эскадра буквально проносится мимо подводной лодки. Чтобы снизить риск торпедирования эсминцев, в 16:46 Шнивинд приказал им двигаться малым зигзагом, тяжёлые же корабли продолжали движение без зигзага. Кроме того, для поиска вражеских подводных лодок с линкора «Тирпиц» был запущен гидросамолёт Ar 196. Эскадра двигалась курсом 30° (на северо-северо-восток), с целью скорейшего отхода на дистанцию 25 миль от берега, вблизи которого возрастал риск атаки со стороны подводных лодок. Интервал между тяжёлыми кораблями сначала составлял 2000 м, затем в 16:47 был увеличен до 3000 м.

## Действия К-21 до атаки

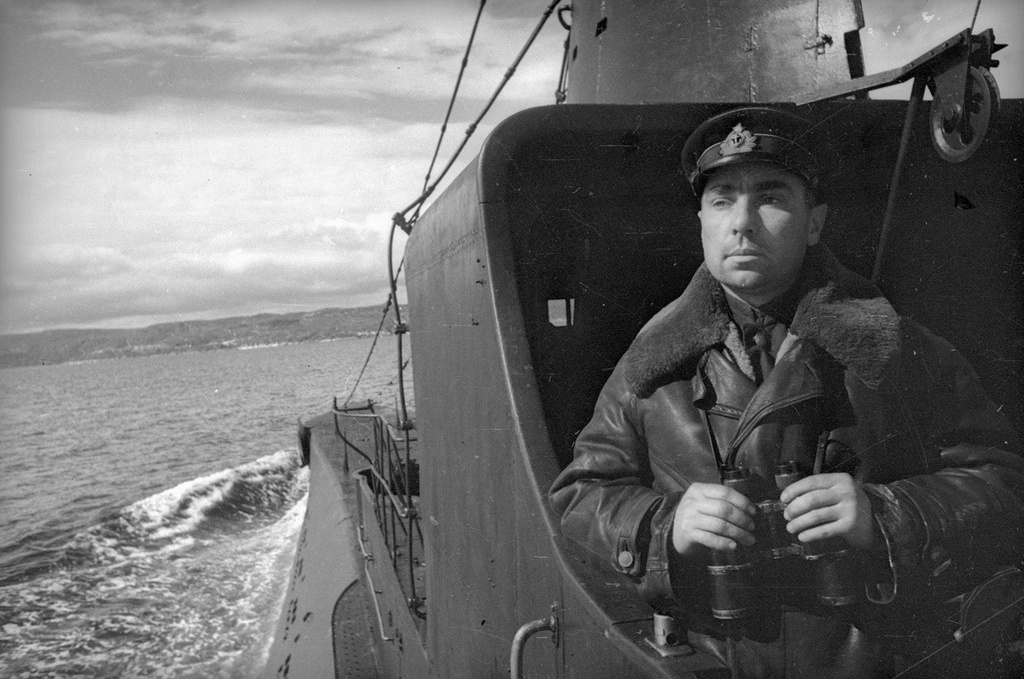
Николай Лунин на ходовом мостике К-21

Советский Северный флот в рамках операции по обеспечению проводки конвоя PQ-17 выделил четыре подводные лодки, имевшие своей задачей атаку немецких тяжёлых кораблей — К-2, К-21, К-22 и Щ-403. Из них подлодке К-21 под командованием Героя Советского Союза, капитана 2 ранга Николая Лунина была выделена позиция № 2А, примыкавшая к побережью Норвегии и перекрывавшая выходы из фьордов между островами Сёрёйа и Йельмсёйа. Николай Лунин к этому моменту являлся опытным подводником, выполнившим семь боевых выходов (из них пять в качестве командира Щ-421 и два в качестве командира К-21), по итогам которых им было заявлено уничтожение восьми транспортов противника (из которых по итогам послевоенного изучения немецких документов было подтверждено потопление только одного корабля, транспорта «Консул Шульте» водоизмещением 2975 брт). К середине 1942 года у Лунина сложился собственный тактический почерк, характеризующийся, в том числе, такими качествами, как активный поиск противника, максимальное использование данных акустического наблюдения, предпочтение стрельбе с больших и даже предельных дистанций полными носовыми или кормовыми залпами, плохое использование перископа после первичного обнаружения цели (командир сосредотачивался на наблюдении только за выбранной целью, что зачастую приводило к обнаружению лишь части вражеского конвоя или соединения), решительное использование кормовых торпедных аппаратов, преувеличенное представление о возможностях противолодочной обороны противника (что приводило к стрельбе с больших дистанций и частым отказам от наблюдения за результатами атаки), легковесное отношение к фактам и максимально оптимистичная оценка результатов своих торпедных атак (все наблюдения истолковывались исключительно с целью подтверждения успеха, противоречащие этому факты в расчёт не принимались).
Подводная лодка К-21 вышла в море 18 июня 1942 года, это был пятый боевой поход в её карьере. Поскольку основной задачей похода являлось обнаружение и атака тяжёлых надводных кораблей противника, четыре из шести торпед в носовых торпедных аппаратах имели установку глубины хода 5 м, что обеспечивало поражение глубокосидящих линкоров и крейсеров в уязвимую часть корпуса ниже броневого пояса. Остальные торпеды (две в носовых торпедных аппаратах и четыре в кормовых) имели установку глубины хода в 2 м. Утром 19 июня шедшая в надводном положении подлодка в условиях низкой облачности была атакована самолётом противника, две авиабомбы разорвались в 30—40 метрах от лодки. В результате сотрясения К-21 получила некоторые повреждения, приведшие к невозможности использования цистерны быстрого погружения и уравнительной цистерны № 1. Это ограничило маневренность подлодки в подводном положении. 27 июня К-21 была вторично атакована вражеским самолётом, но поскольку упавшие у борта бомбы не взорвались, повреждения ограничились восемью пулевыми пробоинами в лёгком корпусе. В ночь на 28 июня К-21 после полученного приказа перешла на позицию № 2А, на которой и производила патрулирование в последующие дни, не имея до 5 июля контактов с противником.

## Атака

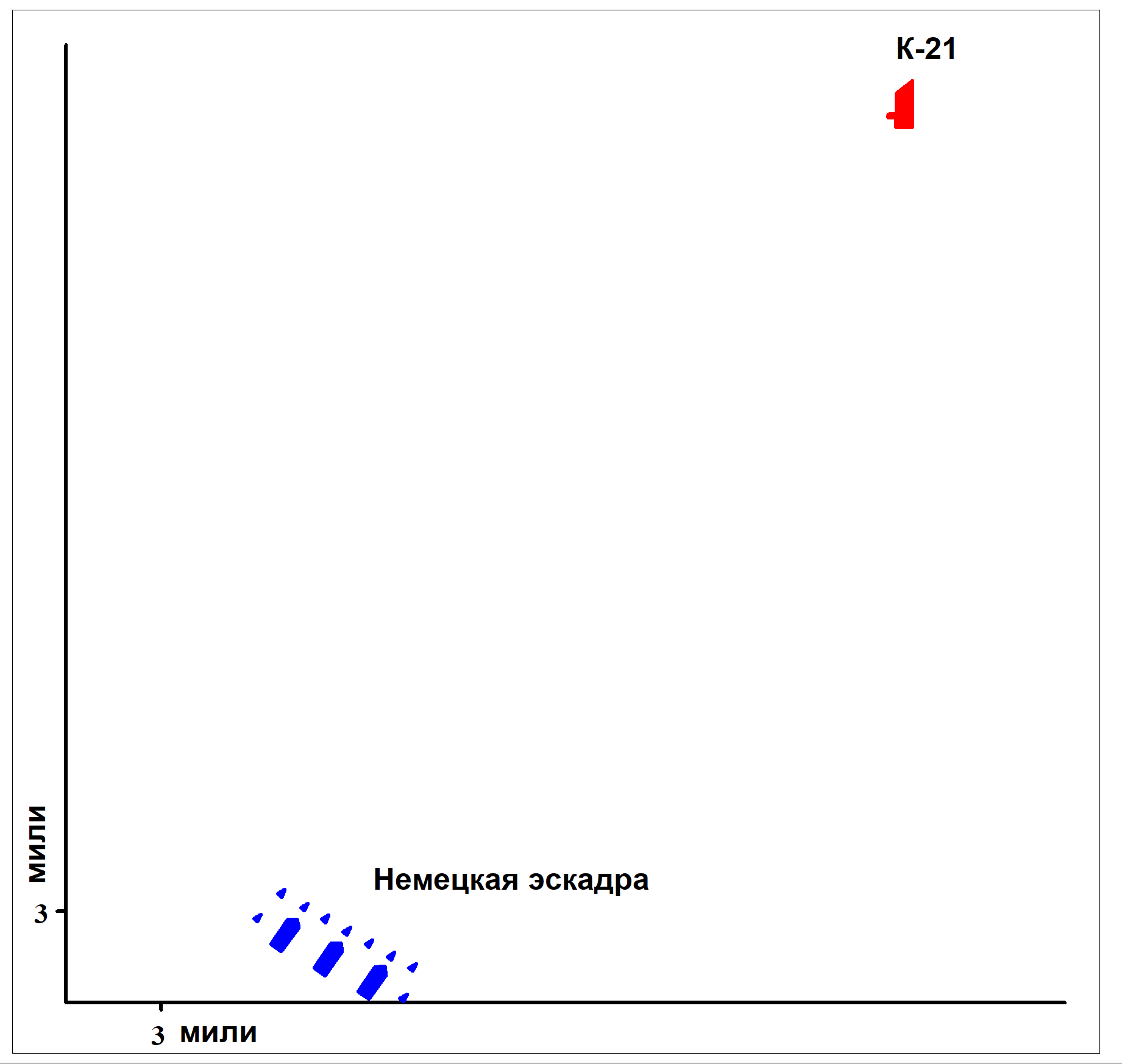
Взаимное расположение К-21 и немецкой эскадры на момент первого акустического контакта. Реконструкция

В 16:30 гидроакустик К-21 А. Сметанин услышал шум, идентифицированный им как звук винтов кораблей. В этот момент К-21 находилась в подводном положении на глубине 20 м и шла со скоростью 3 узла. По мнению гидроакустика, цель находилась на расстоянии 12 миль от подлодки, под курсовым углом 30° со стороны правого борта. Согласно реконструкции, приведённой в работе Н. Скрынникова и М. Морозова (далее — реконструкция), фактическое расстояние до немецкой эскадры в этот момент составляло около 35 миль, курсовой угол — 3°, то есть немецкая эскадра шла прямо на К-21. Вахтенным командиром К-21 на момент акустического контакта являлся старший помощник Ф. Лукьянов, командир лодки спал в своей каюте. В 16:40 К-21 всплыла под перископ, но на горизонте ничего увидеть не удалось. В 17:00 подводная лодка изменила курс таким образом, чтобы двигаться прямо на шум, и одновременно снова подняла перископ, в который прямо по ходу была обнаружена цель, идентифицированная как подводная лодка противника, находящаяся на расстоянии 4—5 миль. Фактически, это были верхушки мачт тяжёлых кораблей немецкой эскадры, которые на тот момент, согласно реконструкции, находились на расстоянии около 22 миль. Возможность наблюдения кораблей на столь большом расстоянии объясняется рефракцией над морской поверхностью. На лодке была объявлена торпедная атака, дана команда на подготовку торпедных аппаратов к выстрелу. Примерно в это же время в управление К-21 вступил разбуженный посыльным Лунин.
В 17:02 К-21 начала поворот налево и в 17:10 увеличила скорость до 5 узлов, готовясь к атаке вражеской «подводной лодки» при помощи кормовых торпедных аппаратов. В 17:12 Лунин изменил идентификацию цели, считая, что вместо подводной лодки видит два миноносца, идущих строем уступа на расстоянии 6—7 миль, и принял решение атаковать один из них, также с помощью кормовых торпедных аппаратов. Фактически же Лунин продолжал наблюдать верхушки мачт немецких тяжёлых кораблей, находившихся на тот момент, согласно реконструкции, на расстоянии около 17 миль. В 17:18 командир подлодки наконец правильно идентифицирует цель, оценив расстояние до немецких тяжёлых кораблей в 10—12 миль (согласно реконструкции — 14—15 миль).
Начиная с 17:02, подводная лодка отклоняется влево, что уводит её с курса немецких кораблей. В 17:23 Лунин примерно определяет состав эскадры противника, по его мнению она состоит из линкора «Тирпиц», тяжёлого крейсера «Адмирал Шеер» и восьми миноносцев, также он обнаружил курсирующий над эскадрой гидросамолёт Ar 196; тяжёлый крейсер «Адмирал Хиппер» так и не был обнаружен и идентифицирован до конца атаки. При этом курс немецкой эскадры в вахтенном журнале К-21 указан с большой ошибкой, вместо истинного курса 30° (северо-северо-восточного) он указан как курс 85° (восточный). Столь грубая ошибка в определении курса опытным командиром в условиях отличной видимости труднообъяснима; в реконструкции сделан вывод, что наиболее вероятна не ошибка, а сознательное искажение фактов Луниным с целью представления своих действий в более благоприятном свете перед вышестоящим командованием.

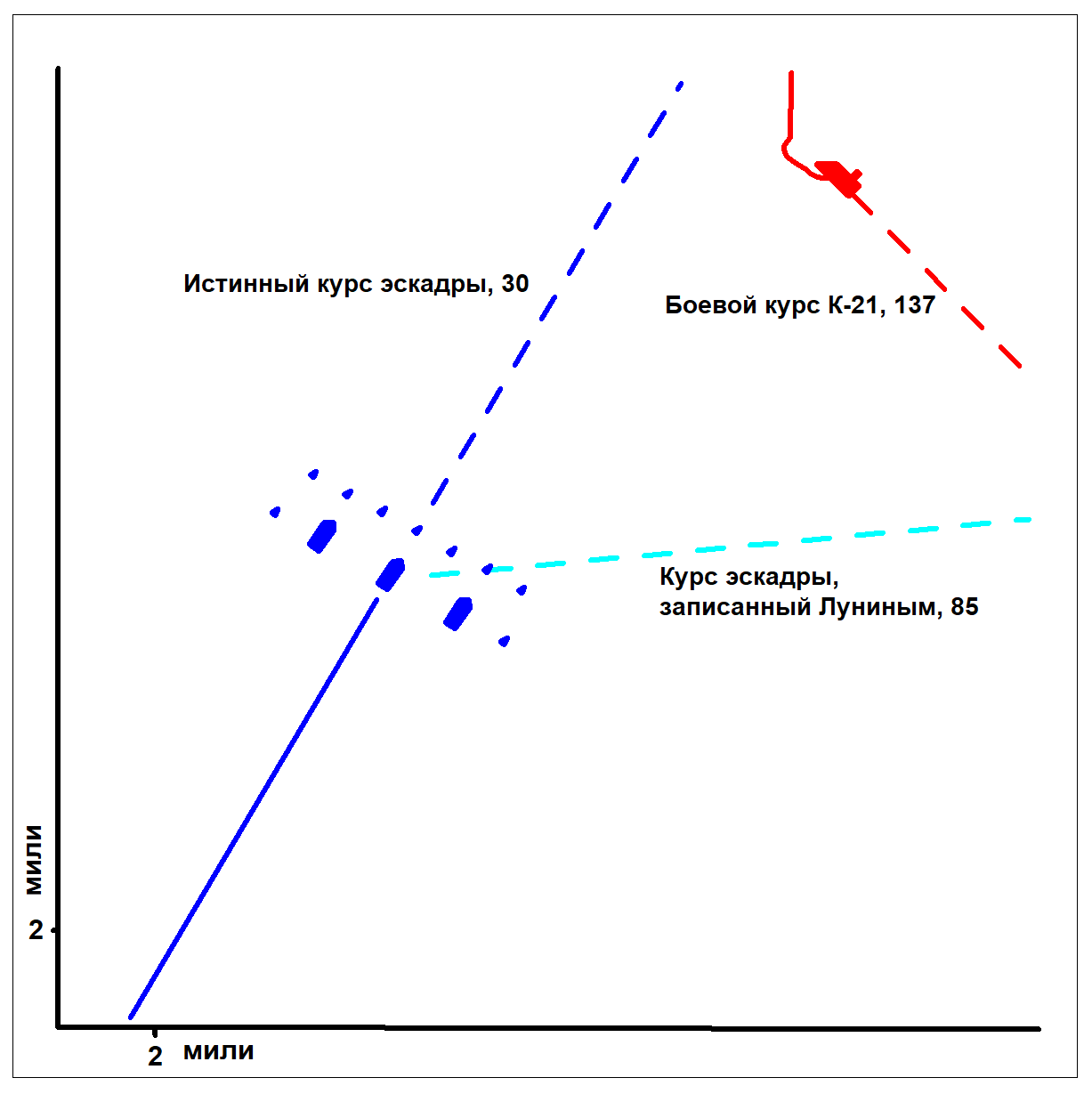
Взаимное расположение К-21 и немецкой эскадры на 17:25. Реконструкция

Лунин приказывает положить руль на правый борт, и в 17:25 К-21 выходит на курс атаки, увеличив скорость до 6 узлов. Исходя из истинного курса немецкой эскадры, такой курс позволял атаковать «Адмирал Шеер» на курсе отхода из кормовых торпедных аппаратов; записи же в вахтенном журнале К-21 создавали впечатление, что подлодка намеревается атаковать эскадру из носовых торпедных аппаратов на курсе сближения. При этом закрытые крышки носовых торпедных аппаратов № 1 и 2 так и не были открыты, что служит подтверждением намерения атаковать кормовыми торпедными аппаратами. По мнению авторов реконструкции, это решение было ошибочным — Лунин неправильно определил расстояние до немецкой эскадры и лег на курс отхода вместо курса сближения, в результате К-21 слишком далеко отошла от курса немецкой эскадры. Примечательно, что с 17:23 до 17:46 в вахтенном журнале К-21 отсутствует информация о пеленге цели, также в диапазоне 17:23—17:33 отсутствуют записи в журнале акустической вахты. Авторы реконструкции предполагают, что эти данные не соответствовали сформированной Луниным постфактум версии атаки и по этой причине не были упомянуты в документах (заполнявшихся после завершения атаки). В 17:29 К-21 немного корректирует курс, меняя его на 5°.
Подготовленная Луниным атака из кормовых торпедных аппаратов срывалась, но в 17:35—17:37 немецкая эскадра, сохраняя строй фронта, начала поворот направо на курс 90° — генеральный курс на восток, который, как считал Шнивинд, приведёт немецкие корабли к конвою. При этом на время поворота скорость была снижена до 21 узла. Этот манёвр отражён в многочисленных немецких документах, в частности в журналах боевых действий всех немецких кораблей, входивших в эскадру. В вахтенном журнале К-21 приведена кардинально иная информация — по мнению Лунина, по состоянию на 17:36 немецкая эскадра совершила поворот на 90—100° влево, перестроившись в кильватерную колонну. Учитывая сложный характер маневрирования немецких кораблей при повороте и ограниченное время наблюдения через перископ, Лунин, вероятно, не сумел полностью разобраться в происходящем.
В 17:38 находящийся в процессе поворота «Адмирал Шеер» оказывается на курсе, направленном прямо на подводную лодку, на расстоянии около 7 миль. В 17:40 К-21 уходит на глубину, круто кладёт руль на правый борт и к 17:46 выходит на новый курс, смело выводящие её на сближение с противником. При этом в вахтенном журнале подлодки указан совершенно не соответствующий немецким документам курс «Тирпица» и других немецких кораблей; в тот момент они были обращены к подлодке носом или левой скулой и двигались строем фронта на восток, а не правым бортом в кильватерной колонне, идущей на северо-северо-запад, как следует из записей Лунина. Поскольку столь грубая ошибка на такой дистанции (около 5 миль) в условиях хорошей видимости практически невозможна, авторы реконструкции приходят к выводу о вымышленности Луниным параметров движения немецкой эскадры. Согласно реконструкции, Лунин намеревался атаковать «Адмирал Шеер», но допустил ошибку, посчитав промежуточный курс 60°, занятый тяжёлым крейсером в процессе поворота, за новый генеральный курс.

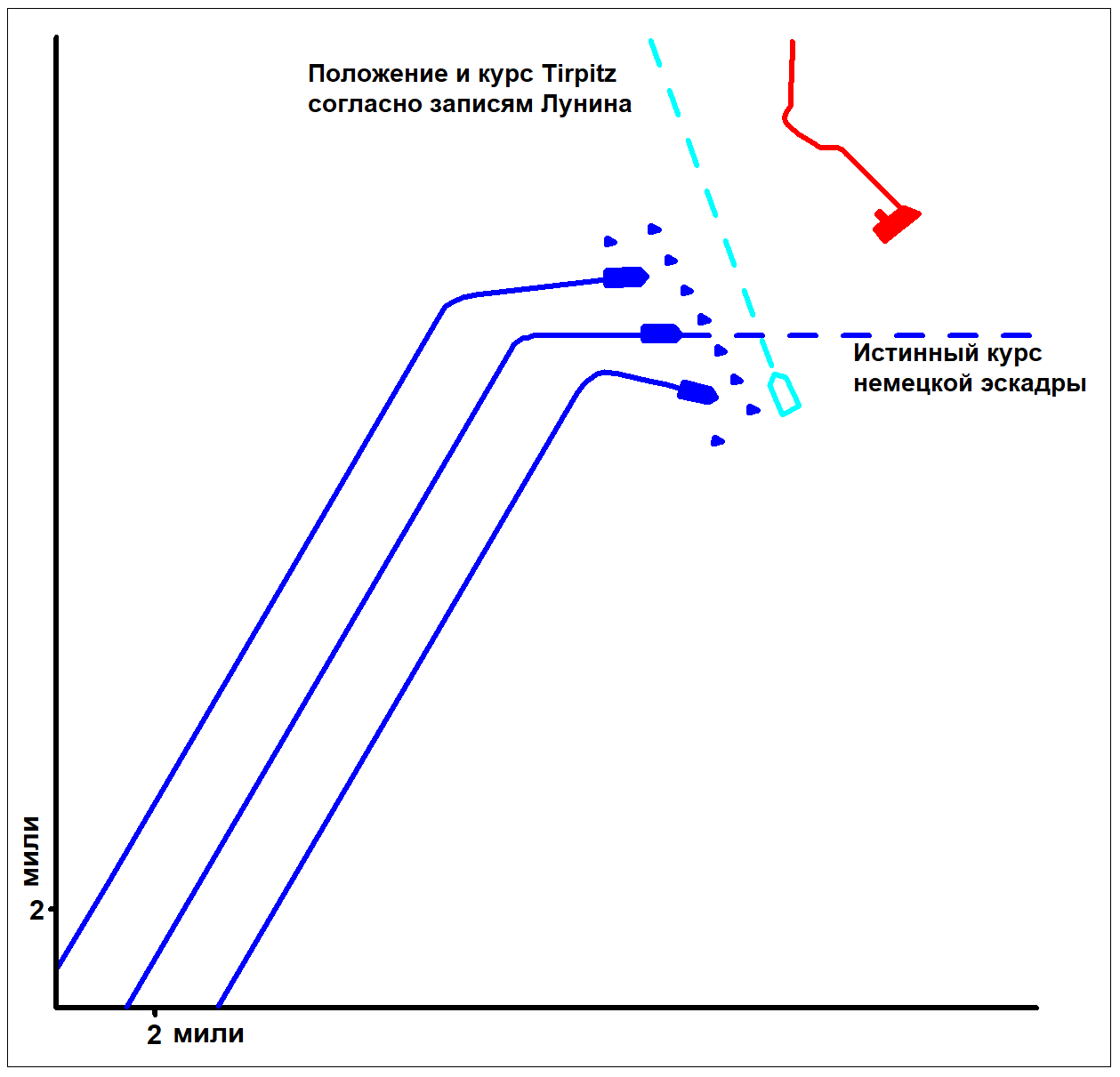
Взаимное расположение К-21 и немецкой эскадры на 17:46. Реконструкция

В 17:50 К-21 вновь поднимает перископ. К этому времени немецкая эскадра находилась в завершающей стадии поворота, «Адмирал Шеер» оказывается сильно левее подлодки на дистанции 4,5 мили, зато на расстоянии 3,5 миль оказывается «Адмирал Хиппер», идущий прямо на К-21. По силуэту, особенно при наблюдении с носа, этот тяжёлый крейсер был весьма схож с линкором «Тирпиц», и по этой причине, как предполагают авторы реконструкции, был принят Луниным за него. Чтобы объяснить наблюдаемое положение эскадры, Лунин указывает в вахтенном журнале, что немецкая эскадра к 17:50 якобы совершила поворот «все вдруг» вправо, быстро перестроившись из кильватерной колонны в строй фронта. Лунин немедленно опускает перископ, увеличивает глубину погружения до 20 м и разворачивает К-21 на 90° направо для атаки с помощью кормовых торпедных аппаратов. Тем временем немецкая эскадра к 17:55 завершила поворот на курс 90° и увеличила скорость до 24 узлов.
В 17:57, согласно реконструкции, К-21 пропустила над собой эсминцы и находилась в удачном положении для атаки крейсера «Адмирал Хиппер», находившегося на расстоянии всего 0,7 мили. Атака линкора «Тирпиц» уже была невозможна, поскольку дистанция до него составляла 2,4 мили, что превышало максимальную дальность хода торпед, и продолжала увеличиваться. Но благоприятный момент для залпа был упущен — Лунин не решился подняться на перископную глубину для уточнения ситуации и принятия решения на пуск торпед, находясь в непосредственной близости от эсминцев сопровождения; таким образом противолодочное построение немецкой эскадры выполнило свою задачу. После 17:57 расстояние между К-21 и «Адмиралом Хиппером» начало быстро увеличиваться, а угол встречи торпед становиться всё более острым — подводная лодка и эскадра начали «разбегаться» друг от друга.
В 18:00 К-21 всплывает на перископную глубину. Согласно реконструкции, к этому моменту «Адмирал Хиппер» находился на расстоянии 1,6 мили и фактически показывал командиру советской подлодки корму. Зато на расстоянии около трёх миль бортом к К-21 находился «Тирпиц», что создавало иллюзию возможности его поражения. Фактически же при максимальной дальности хода торпед К-21, составлявшей 2,2 мили, поражение линкора было невозможно. По воспоминаниям очевидца атаки, лейтенанта А. Котова, командир подлодки сомневался в целесообразности пуска торпед:

Лунин — стрелять, не стрелять? Чего-то дистанция большая. А старпом: «Стреляйте, товарищ командир, стреляйте!»

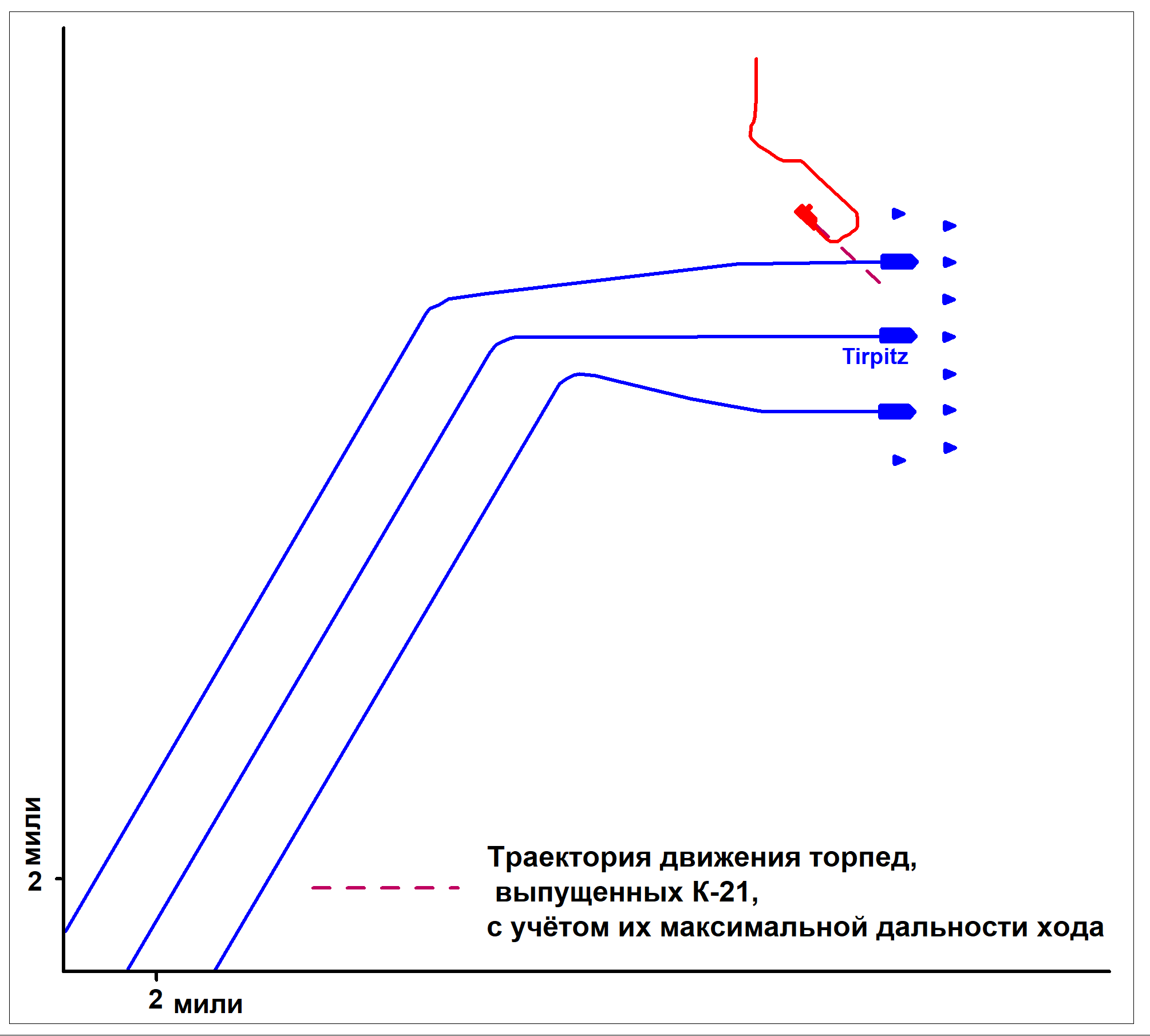
Взаимное расположение К-21 и немецкой эскадры на 18.01.30 (момент пуска торпед). Реконструкция

После нескольких секунд раздумий Лунин принимает решение. В 18:01 он поворачивает лодку налево, чтобы обеспечить необходимый угол упреждения, и в 18:01:30 производит пуск четырёх торпед с интервалом 4 секунды из кормовых торпедных аппаратов по линкору «Тирпиц». Согласно вахтенному журналу, расстояние от К-21 до линкора оценивалось в 1,8—2 мили, что близко к максимальной дальности хода торпед. Согласно реконструкции, это расстояние составляло 3,3 мили, что полностью исключало успех атаки. Немедленно после пуска торпед Лунин опускает перископ и увеличивает глубину погружения подлодки до 30 м, а также возвращает её на исходный курс, ведущий прочь от немецкой эскадры. Отказ от наблюдения за результатами атаки аргументировался Луниным резким поворотом одного из миноносцев на подлодку, что не подтверждается немецкими документами. Авторы реконструкции предполагают, что этот манёвр, с одной стороны, был проявлением разумной осторожности (после пуска торпед повышалась вероятность обнаружения подлодки, особенно с самолёта), с другой стороны, Лунин осознавал маловероятность успеха и не видел смысла в продолжении наблюдений через перископ.
В 18:04, как указано в вахтенном журнале К-21 — через 2 минуты 15 секунд после пуска торпед, на подлодке слышали два взрыва. К-21 немного меняет курс и увеличивает глубину погружения до 40 м, что аргументируется резко усилившимися справа и слева от подлодки шумами миноносцев. Далее в 18:08—18:10 К-21 продолжает менять курс, склоняясь к западу, при этом в вахтенном журнале отмечается о шумах миноносцев спереди и с бортов от лодки. Информация о шумах миноносцев противоречит данным журнала акустической вахты К-21, где по состоянию на 18.08 указаны лишь неясные шумы на кормовых углах правого борта, напомнившие акустику шум хода подводной лодки. На немецкой эскадре никаких взрывов не фиксировали и поиска подводной лодки противника не производили, поскольку атака так и не была обнаружена — немецкие корабли продолжали движение в том же направлении, той же скоростью и тем же строем что и ранее. Согласно реконструкции, торпеды К-21 пересекли кильватерную струю «Хиппера» примерно в 1,5 милях за кормой крейсера и затонули.

## Действия К-21 и немецкой эскадры после атаки
В 18:31 (то есть через полчаса после атаки) К-21 всплывает на перископную глубину, наблюдая дымы и верхушки мачт уходящей немецкой эскадры (расстояние между подлодкой и немецкой эскадрой к этому времени достигло 16 миль). В 18:31, 18:32 и 18:38 в вахтенном журнале подлодки отмечаются глухие раскатистые взрывы продолжительностью 20 секунд (по данным журнала акустической вахты взрывов было два и они были зафиксированы в 18:25 и 18:27). В 19:05 К-21 снова всплывает на перископную глубину, после чего, ничего не обнаружив, поднимается на поверхность и 19:09 начинает передачу радиограммы об атаке следующего содержания (точный текст радиограммы остаётся засекреченным, но может быть реконструирован по записям в других документах):

В 18.00 в Ш=71°25’N Д=23°40’ost атаковал корабли противника в составе линкоров «Тирпиц», «Шеер» и восьми миноносцев, шедший курсом на Норд-Ост. Вышел в атаку на ЛК «Тирпиц». Слышал два взрыва. Командир «К-21»

При этом как курс немецкой эскадры, так и координаты точки атаки были определены неточно. Получив подтверждение приёма радиограммы, подлодка вновь погружается. Дальнейший поход подводной лодки происходил без происшествий, и 9 июля 1942 года К-21 вернулась на базу.
Радиограмма К-21 была расшифрована в штабе Северного флота в 5 июля 19:55. Содержание радиограммы было немедленно передано в английскую военную миссию, которая в 20:04 передала соответствующую радиограмму в Адмиралтейство, а также кораблям британского флота. Через 15 минут составленное на его основе донесение о противнике было передано незашифрованным сообщением «по флоту» работающей на длинных волнах мощной радиостанцией, расположенной в городе Клиторпс. Это сообщение было принято как на британских кораблях и подводных лодках, так и на немецкой эскадре.

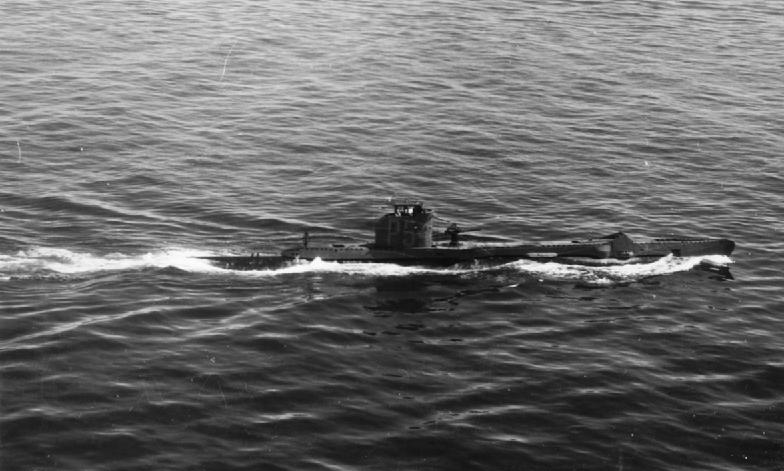
Подводная лодка HMS Unshaken

5 июля в 19:16 немецкая эскадра была обнаружена экипажем самолёта-разведчика Ил-4 под командованием капитана И. Я. Гарбуза. Его наблюдения также были не вполне точными — он определил состав немецкой эскадры в 11 кораблей, не идентифицировав конкретные их классы, а также допустил ошибку в определении координат и скорости эскадры, указав, что она движется со скоростью 10 узлов. Переданная самолётом радиограмма была расшифрована практически одновременно с радиограммой К-21, её содержание также было доведено до английской миссии и послужило основанием для нового сообщения, переданного радиостанцией Клиторпс. Наконец, около 20:24 эскадра Шнивинда была обнаружена английской подводной лодкой HMS Unshaken, которая определила её состав как «Тирпиц», «Адмирал Хиппер» и шесть эсминцев, идущих со скоростью 22 узла. Не имея возможности атаковать вследствие неблагоприятного взаимного расположения подлодки и эскадры, командир Unshaken Ч. Э. Оксборо вскоре после 22:00 передал радиограмму об обнаружении противника.
Одновременно командование немецкого флота оценивало перспективы продолжения операции. Принятые немцами сообщения радиостанции Клиторпс не оставляли сомнений в обнаружении эскадры, и допускали вероятность установления за ней постоянного наблюдения. При этом, немецкая авиаразведка потеряла контакт с английским отрядом дальнего прикрытия, включавшим в себя, в том числе, авианосец, что создавало потенциальные риски перехвата им немецкой эскадры. Наконец, от подводных лодок, авиации и радиоразведки поступали многочисленные сообщения, свидетельствующие о роспуске конвоя и рассеивании входящих в него судов на большие расстояния друг от друга, что делало продолжение операции бессмысленным. После некоторых колебаний командующий Кригсмарине гросс-адмирал Э. Редер дал приказ на прекращение операции. В 22:51 5 июля «Тирпиц» начал разворот на обратный курс и около 11:40 6 июля немецкая эскадра прибыла на передовую стоянку в Алта-фьорде. Приняв топливо, эскадра совершила переход на постоянную базу в бухте Буген, завершив его около 04:00 8 июля. В дальнейшем «Тирпиц» 27—31 июля, 17—21 августа, 14—15 сентября, 28 сентября—1 октября, 19—22 октября выходил на учения в Вест-фьорд, а 23—24 октября перешёл из бухты Буген в Тронхейм.

## Оценка результатов атаки

### Начальный период (июль — август 1942)
8 июля 1942 года было выпущено сообщение Совинформбюро, сообщавшее о том, что советская подводная лодка атаковала «Тирпиц», добившись попадания двумя торпедами и нанеся линкору серьёзные повреждения. На следующий день были опубликованы более подробные статьи в газетах «Правда» и «Красный флот», в которых указывалось имя командира лодки и утверждалось, что вследствие повреждения линкора «Тирпиц» немецкая эскадра была вынуждена отказаться от атаки конвоя и вернуться в порт. Эта информация была растиражирована и в СМИ стран антигитлеровской коалиции, причём зарубежным информационным агентствам официальным порядком была передана фотография Лунина.
Не позднее 30 июля 1942 года Лунин подготовил донесение о походе, в котором изложил своё мнение о результатах атаки следующим образом:

Несомненность попадания 2-х торпед при атаке на ЛК «Тирпиц» достоверна, что должно установиться разведкой, но в то же время допускаю возможность, что головной миноносец, повернувший в момент выстрела на контркурс с линкором перехватил торпеды на себя, в пользу этого предположения свидетельствуют последующие большие взрывы.

В документах штаба бригады подводных лодок эти выводы трансформировались в предположение, что одна торпеда попала в линкор, а одна в эсминец, после затопления которого на нём взорвались глубинные бомбы, чем и объяснялись услышанные через 20—30 минут после атаки раскатистые взрывы. Также советская разведка получила агентурные данные о попадании в кормовую часть линкора «Тирпиц» одной торпеды; Морозов и Скрынников отмечают, что по имеющимся данным советская разведка не имела агентуры в районе базирования немецкого линкора и получала информацию через немецких патриотов, общавшихся с местным населением. Вероятно, полученная искажённая информация имела в своей основе повреждение в результате посадки на камни и последующий ремонт тяжёлого крейсера «Лютцов».
К августу 1942 года в руководстве советского военно-морского флота возобладало скептическое отношение к результатам атаки, как к неудачной либо приведшей к минимальным, быстро устранённым повреждениям немецкого линкора. 24 августа 1942 года был издан приказ о награждении экипажа К-21 боевыми наградами по итогам пятого и шестого боевых походов подводной лодки, при этом Лунин, как и ещё 16 членов экипажа, был награждён орденом Боевого Красного Знамени, не относящимся к числу высших наград. Представление на присвоение К-21 звания гвардейской, составленное руководством Северного флота, решением наркома ВМФ Н. Г. Кузнецова было изменено на награждение орденом Боевого Красного Знамени, что считалось менее престижным; звание гвардейской К-21 так и не получила. При этом, с одной стороны, подводной лодке было засчитано уничтожение при атаке на «Тирпиц» эсминца (с включением его в число побед, указываемых на рубке К-21), с другой стороны, в официальные списки нанесённых противнику потерь его не включили.
Командование английских военно-морских сил уже к середине дня 6 июля пришло к выводу, что атака К-21 оказалась безрезультативной; впоследствии в результате изучения данных авиационной разведки и расшифровки перехватов немецких сообщений это мнение укрепилось и было донесено до советской стороны в ответ на её запросы.

### В период с осени 1942 года по начало 1960-х годов
В начале 1943 года Управлением подводного плавания Наркомата ВМФ СССР был подготовлен методический документ, посвящённый анализу действий советских подводных лодок. Действия Лунина в ходе атаки на «Тирпиц» в нём подвергались критике, а результат атаки характеризовался как «малый боевой успех». Документ был разослан по флотам, командным инстанциям и образовательным учреждениям флота.
После завершения войны английские специалисты провели обследование корпуса линкора «Тирпиц», потопленного британской авиацией в ноябре 1944 года. В этих работах по приглашению английской стороны участвовал представитель Управления кораблестроения Наркомата ВМФ СССР. В ходе обследования следов ремонтных работ для заделки повреждений, полученных при попадании торпед, обнаружено не было. Одновременно англичане передали советской стороне выписку из журнала боевых действий линкора, в которой отсутствовали какие-либо упоминания об атаке К-21. Тем не менее в учебнике для слушателей и курсантов военно-морских учебных заведений, изданном в 1953—1954 годах, повторялась информация о том, что в результате атаки был повреждён «Тирпиц» и потоплен эсминец.
В 1957 году французский историк Клоад Юан опубликовал в журнале «La Revue Maritime» статью «Операция немецкого флота против конвоя PQ-17», один из разделов которой был посвящён атаке К-21. Опираясь на немецкие документы и свою переписку с участниками операции с немецкой стороны, он пришёл к выводу о неудачности атаки. В том же году статья была переведена на русский язык и попала в библиотеку Исторического отдела генерального штаба ВМФ СССР. В 1959 году в вышедшем под грифом «секретно» военно-историческом труде «Военно-морской флот Советского Союза в Великой Отечественной войне 1941—1945 гг.» на основе публикаций в зарубежной прессе и анализа выписки журнала боевых действий линкора был сделан вывод о том, что атака К-21 завершилась промахом. Одновременно в 1960 году вышло первое издание мемуаров командовавшего в 1942 году Северным флотом адмирала А. Г. Головко, в котором со ссылкой на дневниковые записи подробно описывалась атака и утверждается об её успехе. При этом в оригинальных дневниковых записях Головко никаких упоминаний об атаке К-21 нет; согласно воспоминаниям родственников адмирала, в текст мемуаров при подготовке их к печати были внесены не согласованные с автором изменения.

### В период с начала 1960-х по начало 1990-х годов
После публикации мемуаров Головко в советской историографии возникла ситуация противоречия между официальными (но секретными) и предназначенными для массового читателя источниками. В 1960-х годах единой позиции выработано не было — в различных изданиях либо цитировалось сообщение Совинформбюро, либо упоминалась сама атака без оценки её результата, либо атака просто не упоминалась. В выпущенной в 1966 году книге преподавателей Военно-морской академии А. И. Козлова и В. С. Шломина «Северный флот», а также в выпущенном в 1969 году учебнике для высших военно-морских училищ утверждалось о безрезультативности атаки. К такому же выводу пришли авторы вышедшего в 1969 году под грифом секретно исследования «Боевая деятельность подводных лодок Военно-Морского Флота СССР в Великую Отечественную войну 1941—1945 гг.».
В 1968 году была опубликована работа английского писателя Д. Ирвинга «Разгром конвоя PQ-17», которая была издана в 1971 году на русском языке в СССР. В русском издании книга подверглась выборочным правкам, в частности был удалён фрагмент с критическим отношением автора к результатам атаки К-21. В том же 1971 году вышло первое издание мемуаров адмирала Н. Г. Кузнецова, в котором атака подлодки упоминалась, но от оценки её результатов автор воздержался. Большое влияние на формирование общественного мнения по обсуждаемому вопросу оказал получивший популярность роман В. С. Пикуля «Реквием каравану PQ-17», первое издание которого вышло в 1970 году. В романе утверждалось об успехе атаки и подвергались резкой критике зарубежные историки, а также высказывалось предположение о фальсификации журнала боевых действий линкора «Тирпиц». По мнению Морозова и Скрынникова, роман Пикуля породил своего рода конспирологическое течение, приверженцы которого полагают, что атака К-21 оказалась удачной, а её отрицание является следствием обширного антироссийского заговора. Под влиянием романа Пикуля в советской официальной историографии с середины 1970-х годов установилась практика упоминать атаку К-21, но не указывать её результат. В 1991 году в Париже была опубликована первая часть книги К. Юана «Советский флот в войне», в которой автор впервые попытался реконструировать схему атаки К-21 на тактическом уровне, но не имея доступа к советским архивам, К. Юану пришлось довольствоваться общими данными из открытых советских источников.

### В период с начала 1990-х годов до конца 2010-х годов
После распада СССР российская официальная историография изначально продолжила практику советской историографии — упоминание об атаке К-21 без указания её результатов (в частности, в таком виде информация о ней изложена в трёхтомном издании «Три века Российского флота 1696—1996 гг.»). В 1997 году профессор Военно-морской академии В. Д. Доценко в работе «Мифы и легенды русской морской истории» (в дальнейшем неоднократно переиздававшейся) посвятил атаке К-21 отдельную главу, в которой отметил следующие факты: зарубежные исследователи придерживаются единодушного мнения о неудачности атаки К-21, отсутствуют какие-либо свидетельства торпедных попаданий со стороны участников похода, включая членов экипажа линкора, «Тирпиц» после возвращения на базу в ремонт не вставал. На их основании он констатировал безуспешность атаки. В 1999 году старший преподаватель (позднее — профессор) Военно-морской академии А. В. Платонов в книге «Командиры советских подводных лодок 1941—1945 гг.» также отметил неудачность атаки и высказал предположение о подгонке Луниным либо дистанции пуска торпед, либо времени взрывов. В том же году вышла книга К. М. Сергеева «Лунин атакует „Тирпиц“», автор которой служил на К-21 с апреля 1943 по декабрь 1944 года. В этом издании впервые были опубликованы обширные выдержки из вахтенного журнала К-21 и воспоминания очевидцев атаки. Материалы книги были использованы в 8-серийном художественном телесериале «Конвой PQ-17» (К. М. Сергеев входил в число исторических консультантов сериала), вышедшем в 2004 году, в котором представлена версия успешности атаки К-21.
В 2006 году кандидат исторических наук, начальник отдела Института военной истории МО РФ М. Э. Морозов опубликовал в качестве приложения к книге А. А. Малова и С. В. Патянина «Линкоры „Бисмарк“ и „Тирпиц“» статью, посвященную анализу атаки К-21. Проанализировав схемы движения советской подводной лодки и немецких кораблей, автор приходит к выводу о том, что атака не имела даже теоретических шансов на успех по причине слишком большой дистанции пуска торпед, превышавшей их максимальную дальность хода. В 2019 году М. Э. Морозов и Н. Р. Скрынников в посвящённой атаке монографии «Неизвестная атака командира Лунина», проанализировав большое количество источников и выполнив компьютерную реконструкцию атаки, пришли к следующему выводу:

С нашей точки зрения, 5 июля 1942 года в Баренцевом море произошло следующее: несмотря на все старания и мужество экипажа «К-21», в силу несовершенства техники, недостаточной подготовки моряков (в первую очередь, командира лодки), а также объективных сложностей, возникших при атаке быстроходного, хорошо защищённого корабельного соединения, торпеды, выпущенные подлодкой, ни во что не попали. Вместо анализа причин неудачи последовало, как это не раз случалось в нашем недавнем прошлом, объявление её крупной победой.

## Происхождение взрывов
Происхождение взрывов, услышанных на К-21, остаётся невыясненным. На немецкой эскадре акустическое наблюдение не вели по причине его бессмысленности при движении полным ходом, визуально никаких взрывов не фиксировали. Глубинные бомбы немецкие корабли не применяли. Согласно расчётам, выпущенные К-21 торпеды могли достичь дна (после чего была возможна их детонация от соударения со скалистым дном) примерно в 18:07—18:14, что не согласуется с зафиксированным временем как двух первых взрывов в 18:04, так и последующих раскатистых взрывов в 18:25—18:27. В то же время существует вероятность того, что торпеда, пущенная из торпедного аппарата № 8, могла достичь дна значительно раньше, поскольку, по докладу экипажа подводной лодки, она была неисправна — травила воздух. По мнению Морозова и Скрынникова, скорее всего зафиксированные в 18:04 взрывы были следствием слуховой аберрации одного из моряков, при этом они не исключают и возможности взрыва одной из торпед при ударе о дно. Также Морозов и Скрынников проанализировали доклады Лунина о предыдущих атаках и отметили, что, как правило, по итогам атак он сообщал о звуках взрывов торпед. При этом в подавляющем большинстве случаев в документах немецкой стороны не только не отмечено каких-либо потерь, но и не зафиксирован сам факт атаки. Показателен случай атаки 31 марта 1942 года, когда К-21 под командованием Лунина выпустила 6 торпед по «транспорту противника типа немецких сухогрузных судов „Cordoba“ водоизмещением 7400 тонн» с дистанции 2,2 мили. Результат атаки командир не наблюдал, но зафиксировал через 2 минуты 56 секунд два взрыва, что послужило для вышестоящего руководства достаточным основанием для подтверждения успеха. Немецкие же документы вообще отрицают нахождение каких-либо кораблей в этом районе в указанное время.
Происхождение раскатистых взрывов, зафиксированных, согласно журналу акустической вахты, в 18:25 и 18:27, также неясно. Высказываются предположения, что они могут быть объяснены подрывами на побережье Норвегии немецкими морскими сапёрами дрейфующих или выброшенных на берег морских мин, либо атакой немецкого самолёта по мнимой цели (подводной лодке). Документального подтверждения эти версии не имеют.